# Jackson (bande dessinée)
Pour les articles homonymes, voir Jackson.
Jackson est une série de bande dessinée, créée par Marc-Renier pour les dessins, sur des scénarios de Frank Giroud. Cette série paraît de 1989 à 1993 dans Hello Bédé qui prend la suite de Tintin. Elle est ensuite publiée en trois albums par Le Lombard, et un album supplémentaire au Loup.

## Trame
Jackson est un trappeur et aventurier dans l'Ouest américain.
Ce « western épique » met en scène un « baron du bétail et faux-noble allemand ».

## Historique de la série
Marc-Renier et Franck Giroud sont les créateurs de cette série dont l'épisode Le secret du Prussien commence à paraître dès le premier numéro Hello Bédé qui prend la suite de Tintin, en 1989. Les histoires à suivre s'y enchaînent jusqu'en 1993.
La publication en trois premiers albums est assurée par Le Lombard, en 1989-1991. Un quatrième album, Les Monts du hasard, prépublié dans Hello Bédé en 1993, est publié par les éditions Loup en 2002.

## Albums
1. Les Bois brûlés, par Marc-Renier et Frank Giroud, Le Lombard, 1989, 47 planches  (ISBN 2-8036-0753-0) ;
2. Le Secret du Prussien, par Marc-Renier et Frank Giroud, Le Lombard, 1990, 46 planches  (ISBN 2-8036-0799-9) ;
3. Les Revenants, par Marc-Renier et Frank Giroud, Le Lombard, 1991, 46 planches  (ISBN 2-8036-0911-8) ;
4. Les Monts du hasard, par Marc-Renier et Frank Giroud, Loup, 2004, 46 planches  (ISBN 2-930283-41-6).